# Ăn mật mặt xanh
Ăn mật mặt xanh, tên khoa học Entomyzon cyanotis, là một loài chim trong họ Meliphagidae.

## Hình ảnh

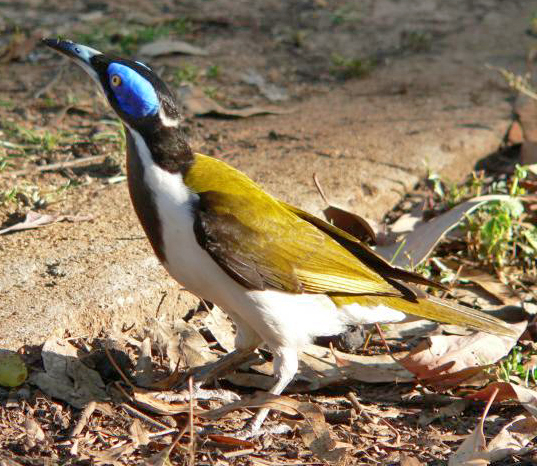
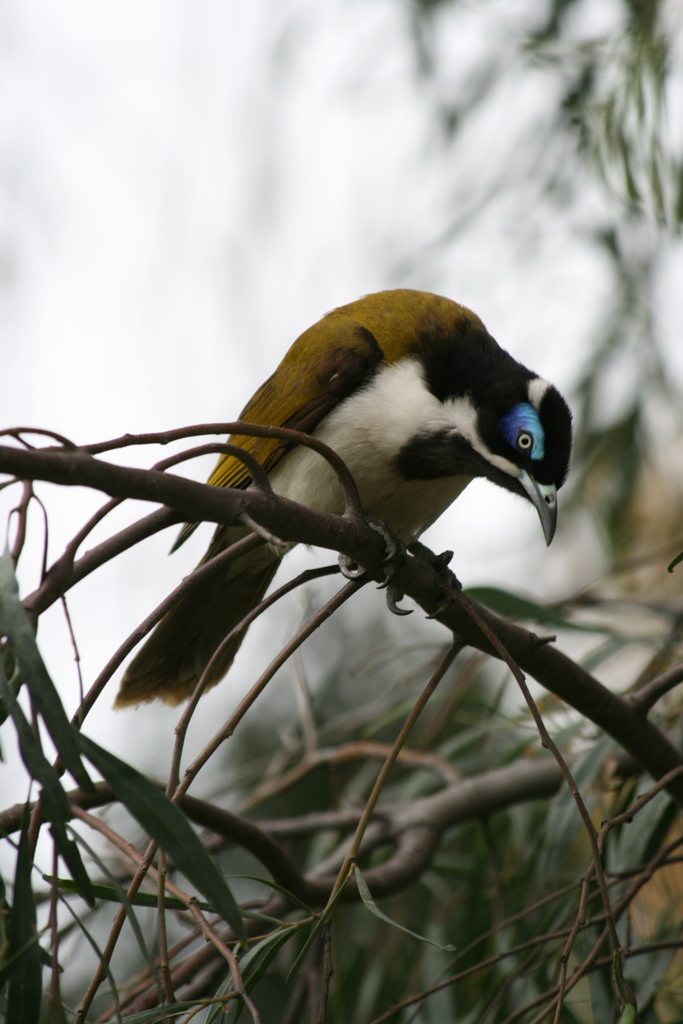
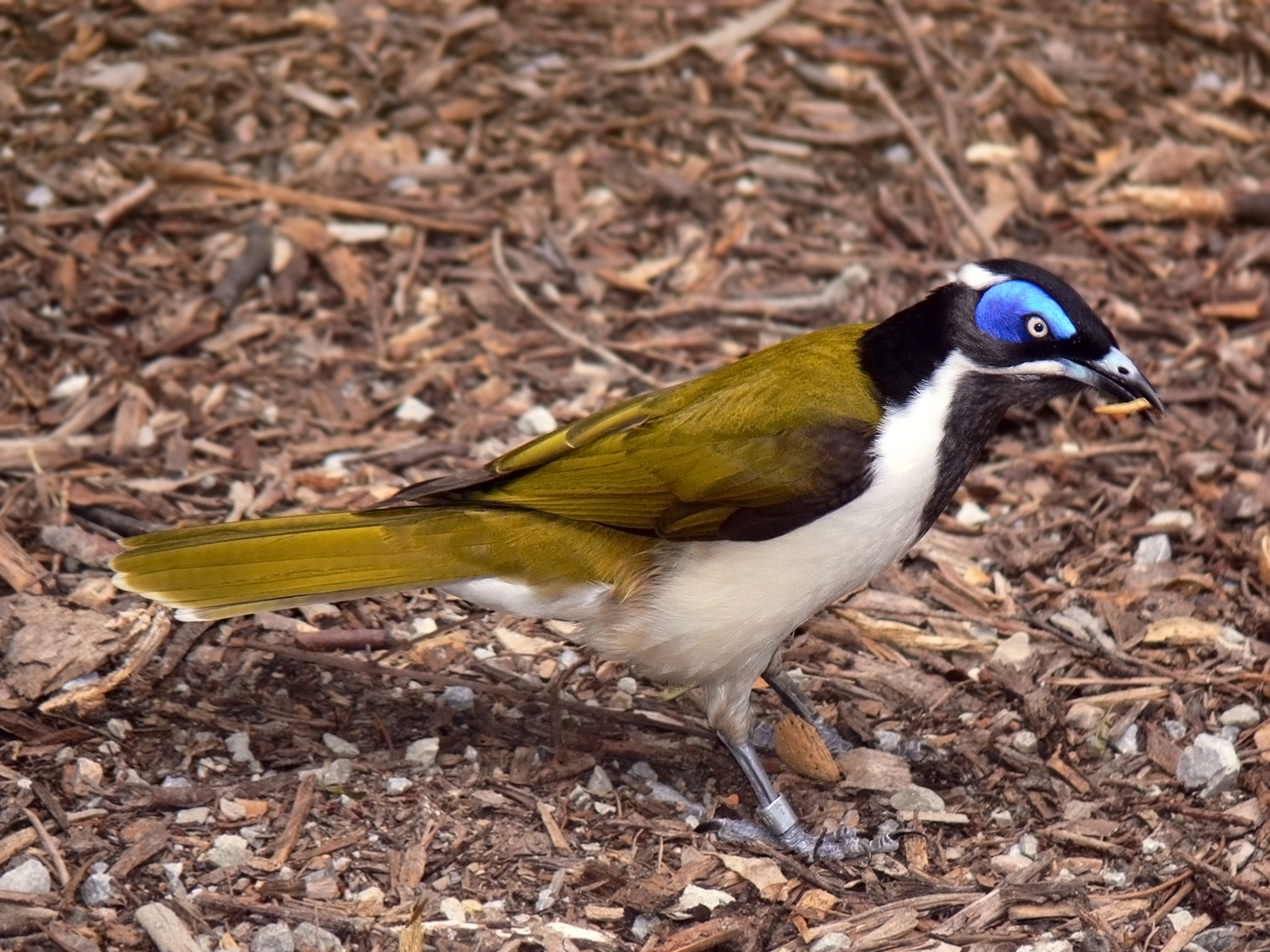
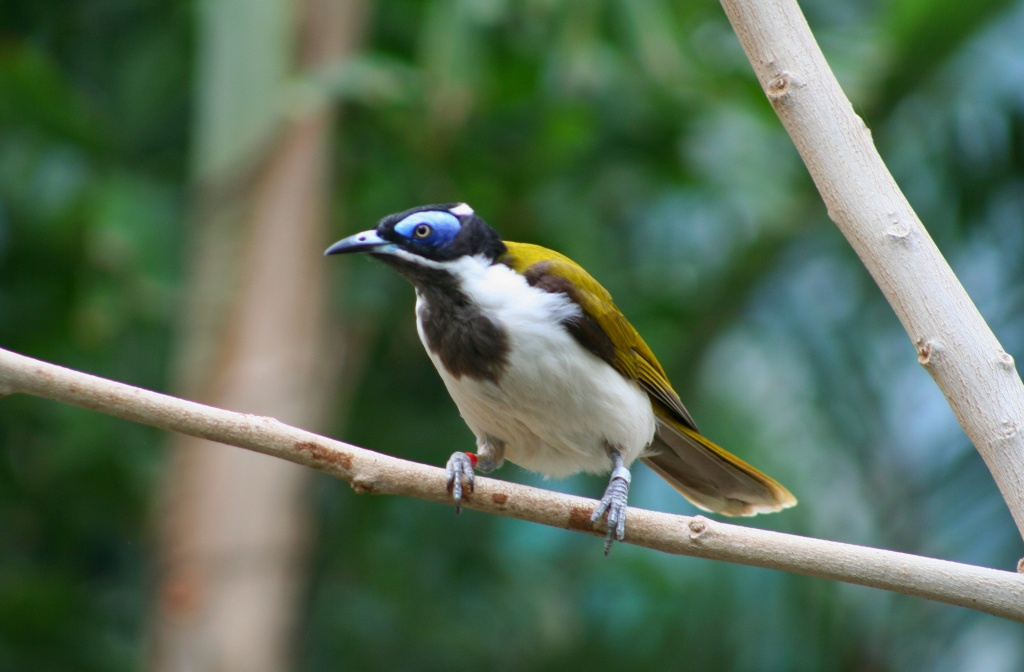
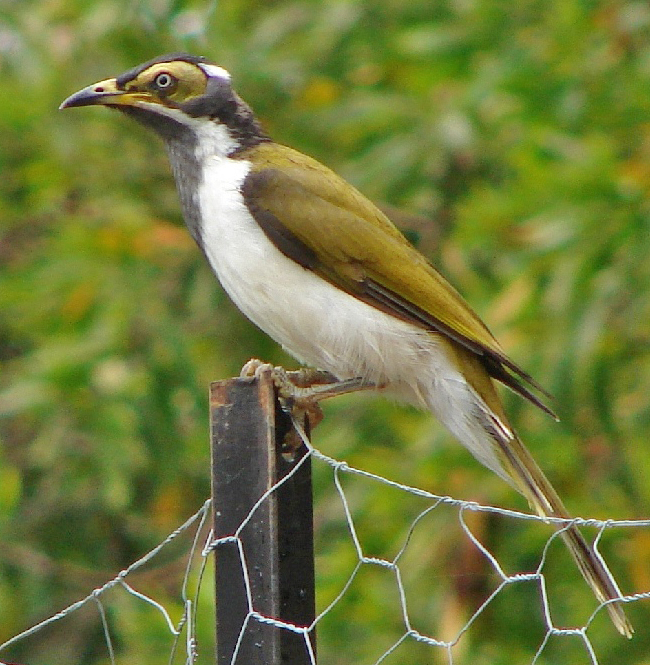
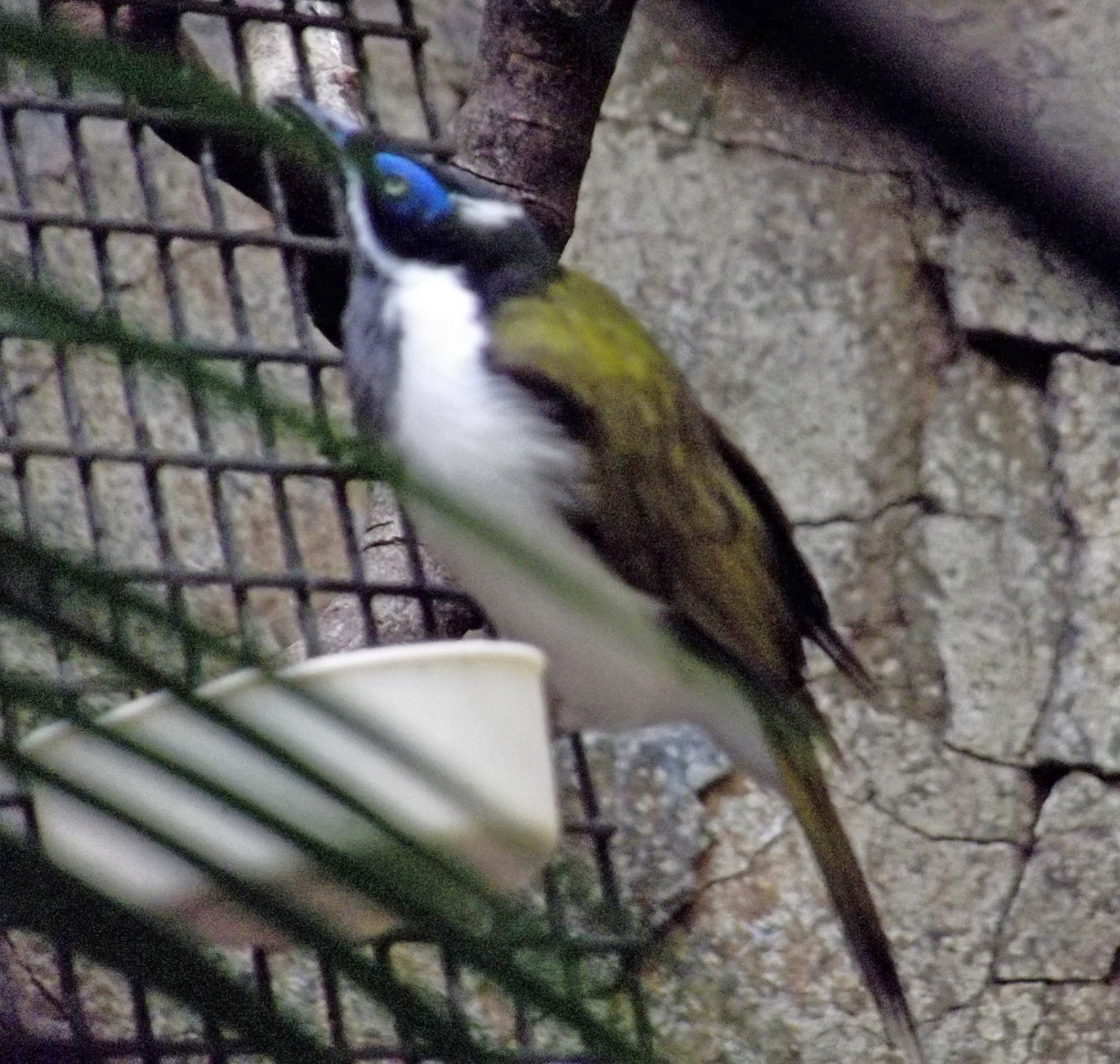